# ホセ・バルデス (1990年生の投手)
ホセ・アルフレド・バルデス（José Alfredo Valdez、1990年3月1日 - ）は、ドミニカ共和国ペラビア州ニサオ出身のプロ野球選手（投手）。右投右打。メキシカンリーグのドゥランゴ・ジェネラルズ所属。

## 経歴

### プロ入りとタイガース時代
2009年6月4日、デトロイト・タイガースと契約を結びプロ入り。同年から2011年までの3年間はドミニカン・サマーリーグでプレーした。
5年目の2013年に傘下A級レイクランド・フライングタイガースと傘下A+級ウェストミシガン・ホワイトキャップスの2球団で合わせて50試合に登板し2勝2敗33セーブ、防御率2.74の成績を残した。オフの11月20日には40人枠入りを果たした。
2015年は傘下AAA級トレド・マッドヘンズに昇格し、シーズン開幕から同チームでプレーした後、7月31日にメジャー初昇格。同日の対ボルチモア・オリオールズ戦（オリオール・パーク・アット・カムデン・ヤーズ）でメジャー初登板を果たした。この試合では6回表無死1塁からイアン・クロールに代わって3番手として登板したが、最初の打者マニー・マチャドに本塁打を被弾するなど1死も取れずに3安打1四球、2失点の内容で敗戦投手となった。4日後の8月4日にトレード移籍してきたマシュー・ボイドと入れ替えにマイナー降格となったが、約2週間後の8月20日にダニエル・ノリスが故障者リスト入りしたため再昇格。最終的にメジャーでは7試合に登板し0勝1敗、防御率4.00の成績を残した。

### エンゼルス時代
2016年6月7日、金銭トレードでロサンゼルス・エンゼルスへ移籍。8月からメジャーに昇格し、同年は25試合に登板した。
2017年は当初傘下AAA級ソルトレイク・ビーズでプレーしていたが、C.J.クロンとタイラー・スカッグスが故障者リスト入りしたことに伴いメジャー昇格。1試合に登板した。

### パドレス時代
2017年5月10日にウェイバーでサンディエゴ・パドレスへ移籍。
移籍後はシーズンを通して傘下AAA級エルパソ・チワワズとパドレスとの間を4往復する形になった。最終的に同年は2球団通算で14試合に登板し0勝0敗、防御率8.50の成績を残した。オフにFAとなった。

### ジャイアンツ時代
2018年1月4日、サンフランシスコ・ジャイアンツとマイナー契約を結ぶ。
同年はジョニー・クエトの故障に伴い5月10日にメジャー昇格を果たし、4試合に登板して防御率12.60の成績を残した。オフにFAとなった。

### メキシカンリーグ時代
2019年3月21日、メキシカンリーグのメキシコシティ・レッドデビルズと契約を結ぶ。同地では4試合に登板したが防御率27.00と成績を残せず5月1日に放出され、5月10日に同リーグのアグアスカリエンテス・レイルロードメンへ移籍。前年までマイナー含めキャリア全て救援登板での出場だったが、アグアスカリエンテス移籍後は先発投手としても起用されるようになった。移籍後は22試合に登板（うち16試合先発）して6勝3敗、防御率4.83の成績を残した。オフにFAとなった。
2020年は新型コロナウイルス感染症の世界的流行の影響でメキシカンリーグの全試合が中止されたため、試合出場機会はなかった。
2021年は5月20日にプエブラ・パロッツと契約。同地では13試合に先発登板し、防御率5.00ながら6勝1敗の成績を残した。

### 兄弟時代
2021年10月8日に退団したガブリエル・イノーアの代替選手として、ショーン・モリマンドと共に中華職業棒球大聯盟に加盟する中信兄弟と契約したことが発表された。登録名は華德茲。
同年はシーズン終盤の4試合に登板して防御率2.45の成績を残した。また、兄弟が進出した同年の台湾シリーズの出場選手にも選ばれ、シリーズでは12月1日の第4戦（台南市立野球場）に先発登板し、8回2安打無失点の好投で兄弟の優勝に大きく貢献した。オフに退団した。

### 富邦時代
2022年2月7日に富邦ガーディアンズと契約を結ぶ。富邦での登録名は威迪茲。6月2日の対味全ドラゴンズ戦（新荘体育場野球場）において、試合中に味全の捕手吉力吉撈・鞏冠から「ボールに粘着性物質が付着している」旨の指摘があり、さらに控え捕手蔣少宏が実際に粘着性物質が付着した投球を発見。これを受けて味全の監督葉君璋から再びアピールが行われ、7回表1死の時点で審判団がバルデスのグラブを確認したところ不正物質の使用が発覚した。これが連盟の規定により不正投球と判定され、バルデスは即刻退場処分となった。
- - これにより、バルデスはCPBLにおいて粘着性物質を用いた不正投球によって退場処分を受けた初の選手となった。翌日、連盟から出場停止10試合と罰金1万台湾元の処分が下された[4]。9試合に登板し2勝6敗、防御率4.17の成績で、7月28日に放出された。

## 詳細情報

### 年度別投手成績
| 年 度     | 球 団     | 登 板 | 先 発 | 完 投 | 完 封 | 無 四 球 | 勝 利 | 敗 戦 | セ 丨 ブ | ホ 丨 ル ド | 勝 率 | 打 者 | 投 球 回 | 被 安 打 | 被 本 塁 打 | 与 四 球 | 敬 遠 | 与 死 球 | 奪 三 振 | 暴 投 | ボ 丨 ク | 失 点 | 自 責 点 | 防 御 率 | W H I P |
| --------- | --------- | ----- | ----- | ----- | ----- | -------- | ----- | ----- | -------- | ----------- | ----- | ----- | -------- | -------- | ----------- | -------- | ----- | -------- | -------- | ----- | -------- | ----- | -------- | -------- | ------- |
| 2015      | DET       | 7     | 0     | 0     | 0     | 0        | 0     | 1     | 0        | 0           | .000  | 39    | 9.0      | 10       | 2           | 4        | 0     | 0        | 4        | 2     | 0        | 4     | 4        | 4.00     | 1.56    |
| 2016      | LAA       | 25    | 0     | 0     | 0     | 0        | 2     | 3     | 0        | 6           | .400  | 100   | 23.1     | 17       | 4           | 16       | 0     | 0        | 22       | 2     | 1        | 11    | 11       | 4.24     | 1.41    |
| 2017      | LAA       | 1     | 0     | 0     | 0     | 0        | 0     | 0     | 0        | 0           | ----  | 5     | 1.0      | 1        | 1           | 1        | 0     | 0        | 1        | 0     | 0        | 2     | 2        | 18.00    | 2.00    |
| 2017      | SD        | 13    | 0     | 0     | 0     | 0        | 0     | 0     | 0        | 0           | ----  | 75    | 17.0     | 20       | 7           | 4        | 0     | 2        | 16       | 1     | 0        | 16    | 15       | 7.94     | 1.41    |
| '17計     | SD        | 14    | 0     | 0     | 0     | 0        | 0     | 0     | 0        | 0           | ----  | 80    | 18.0     | 21       | 8           | 5        | 0     | 2        | 17       | 1     | 0        | 18    | 17       | 8.50     | 1.44    |
| 2018      | SF        | 4     | 0     | 0     | 0     | 0        | 0     | 0     | 0        | 0           | ----  | 24    | 5.0      | 8        | 3           | 1        | 0     | 0        | 4        | 0     | 0        | 7     | 7        | 12.60    | 1.80    |
| 2021      | 中信      | 4     | 2     | 0     | 0     | 0        | 1     | 0     | 0        | 0           | 1.000 | 73    | 18.1     | 11       | 0           | 8        | 0     | 1        | 9        | 4     | 0        | 5     | 5        | 2.45     | 1.04    |
| 2022      | 富邦      | 9     | 8     | 0     | 0     | 0        | 2     | 6     | 0        | 0           | .250  | 223   | 49.2     | 55       | 1           | 16       | 0     | 6        | 26       | 16    | 0        | 36    | 23       | 4.17     | 1.43    |
| MLB：4年  | MLB：4年  | 50    | 0     | 0     | 0     | 0        | 2     | 4     | 0        | 6           | .333  | 243   | 55.1     | 56       | 17          | 26       | 0     | 2        | 47       | 5     | 1        | 40    | 39       | 6.34     | 1.48    |
| CPBL：1年 | CPBL：1年 | 13    | 10    | 0     | 0     | 0        | 3     | 6     | 0        | 0           | .333  | 296   | 68.0     | 66       | 1           | 24       | 0     | 7        | 35       | 20    | 0        | 41    | 28       | 3.71     | 1.32    |

### 背番号
- 58（2015年）
- 32（2016年）
- 38（2017年）
- 50（2017年）
- 66（2018年）
- 97（2021年）
- 64（2022年）